# 애드혹 망
애드혹 망 또는 애드혹 네트워크(ad hoc network)는 컴퓨터에서 사용되는 무선 망의 한 분야로 최근에 각광받고 있다.

## 용어
애드혹 네트워크는 영어로 "ad hoc network"라고 쓰며, 라틴어로 "특별한 목적을 위한"이란 뜻에서 유래했다.

## 설명
오늘날 무선 네트워크의 경우, 노드와 사용자 이동성은 주로 포워딩을 통해 처리된다. 하지만 이 같은 포워딩 방식은, 네트워크 가장자리에 있는 노드(단말기)가 움직일 때만 적용되기 때문에 ad hoc 네트워크처럼 네트워크 중앙에 위치한 노드가 움직이거나 통신 기기가 라우터와 호스트 기능을 동시에 수행하는 경우에는 불가능하다. 따라서 ad hoc 네트워크의 경우, 라우팅 알고리즘이 이동성을 직접 처리한다. 만약 노드가 움직여 트래픽을 다른 쪽으로 강제로 옮기면, 라우팅 프로토콜은 노드의 라우팅 테이블에 일어난 변화를 관리한다.

## 라우팅 방식들

### Table-driven 방식의 라우팅 프로토콜
Proactive 방식 이라고도 함.
- 노드들은 주기적으로 라우팅정보를 브로드캐스팅하여 라우팅 정보가 변경되면 이를 다른 노드에 전파.
- 경로설정시 경로 획득절차 불필요하며, 시간지연적은 소형 네트워크에 적합.
- AWDS
- CGSR
- DFR
- DBF
- DSDV
- HSR
- IARP
- LCA
- OLSR
- STAR
- TBRPF
- WRP
- DGSR

### On-demand 방식의 라우팅 프로토콜
Reactive 방식이라고도 함.
- 요구가 있을 때만 경로설정.
- 위치 이동 많은 네트워크에 적합하며, 경로설정 요구시 전체망에 대한 검색이 필요하여 지연시간이 길어짐.
- Ant-based Routing Algorithm for Ad-Hoc Networks
- ACOR
- ABR 프로토콜
- ASR
- AODV
- BSR
- DSR
- IERP
- LBR
- RDMAR
- SSP 프로토콜
- TORA

## 같이 보기
- 애드 혹
- 무선 애드혹 망
- 메시 망